# Årets Reumert
Årets Reumert er en prisuddeling, der dækker hele scenekunsten i Danmark. Årets Reumert er opkaldt efter skuespilleren Poul Reumert (1883-1968).
Bikubenfonden indstiftede Årets Reumert i 1998. Formålet med Årets Reumert-priserne er at sætte fokus på den levende scenekunst – både for at hædre nogle af Danmarks største scenekunstnere og for at stimulere interessen for det levende teater i Danmark. Der uddeles priser i 16 kategorier og 10 talentpriser. 
Fra 2024 er de tidligere kønsspecifikke kategorier Årets Mandlige Hovedrolle og Årets Kvindelige Hovedrolle slået sammen til Årets Hovedrolle og tilsvarende for birollerne til Årets Birolle. I den forbindelse er to nye kategorier blevet introduceret: Årets Samspil og Årets Solopræstation.
En særlig komité forestår udvælgelserne. Komiteen sammensættes af Bikubenfonden[kilde mangler] og medlemmerne er teater- og scenekunstkyndige. Medlemmerne findes primært blandt førende teateranmeldere eller andre med særlig tilknytning til branchen. Prismodtagerne modtager en statuette samt penge. Pr. 2016 er beløbene: Hædersprismodtagerne modtager 200.000 kr., talentprismodtagerne modtager 35.000 kr. og de øvrige prismodtagere i øvrige kategorier modtager 40.000 kr.

## Priserne
- Årets Hæderspris (kaldet Bikubens Hæderspris indtil 2013)
- Årets Forestilling
- Årets Hovedrolle (2024-)
- Årets Birolle (2024-)
- Årets Samspil (2024-)
- Årets Solopræstation (2024-)
- Årets Danser
- Årets Sanger
- Årets Instruktør
- Årets Scenograf
- Årets Dramatiker
- Årets Børneteaterforestilling
- Årets Opera
- Årets Musikteater/show
- Årets Danseforestilling
- Årets Særforestilling
- Årets Talentpris(er)

### Tidligere
- Årets Mandlige Hovedrolle (1998-2023)
- Årets Kvindelige Hovedrolle (1998-2023)
- Årets Mandlige Birolle (1998-2023)
- Årets Kvindelige Birolle (1998-2023)

## Modtagere af Årets hæderspris
Prisen kaldtes Bikubens hæderspris 1998-2013, siden 2014 kaldes den Årets hæderspris.
| År   | Person             | Profession                                            | Ref   |
| ---- | ------------------ | ----------------------------------------------------- | ----- |
| 1998 | Bodil Udsen        | Skuespiller                                           | [ 3 ] |
| 1999 | Lisbeth Balslev    | Operasanger                                           | [ 3 ] |
| 2000 | Jørgen Reenberg    | Skuespiller                                           | [ 3 ] |
| 2001 | Nikolaj Cederholm  | Dramatiker, instruktør, skuespiller og teaterdirektør | [ 3 ] |
| 2002 | Nikolaj Hübbe      | Kgl. Balletdanser                                     | [ 3 ] |
| 2003 | Ghita Nørby        | Skuespiller                                           | [ 3 ] |
| 2004 | Karen-Lise Mynster | Skuespiller                                           | [ 3 ] |
| 2005 | Preben Kristensen  | Skuespiller                                           | [ 3 ] |
| 2006 | Thomas Lund        | Danser                                                | [ 3 ] |
| 2007 | Stig Fogh Andersen | Kgl. operasanger                                      | [ 3 ] |
| 2008 | Kirsten Olesen     | Skuespiller                                           | [ 3 ] |
| 2009 | Silja Schandorff   | Danser                                                | [ 3 ] |
| 2010 | Jytte Abildstrøm   | Skuespiller og teaterdirektør                         | [ 3 ] |
| 2011 | Lars Mikkelsen     | Skuespiller                                           | [ 3 ] |
| 2012 | Tim Rushton        | Koreograf og leder af Dansk Danseteater               | [ 3 ] |
| 2013 | Klaus Hoffmeyer    | Instruktør                                            | [ 3 ] |
| 2014 | Henning Jensen     | Skuespiller                                           | [ 3 ] |
| 2015 | Kirsten Dehlholm   | Teaterleder og instruktør                             | [ 4 ] |
| 2016 | Lisbet Dahl        | Skuespiller og instruktør                             |       |

## Modtagere af Årets forestilling
- 1999 Personkreds 3, Betty Nansen Teatret/Edison
- 2000 Sælsomt Mellemspil, Det Kgl. Teater
- 2001 Hamlet, Aalborg Teater
- 2002 Når vi døde vågner, Betty Nansen Teatret
- 2003 Kabale og Kærlighed, Det Kgl. Teater
- 2004 Flugt, Det Kgl. Teater
- 2005 Demokrati, Betty Nansen Teatret
- 2006 Havfruen, Kaleidoskop og Cirkus Cirkör
- 2007 Nick Cave Teaterkoncerten, Aarhus Teater
- 2008 Et Drømmespil, Betty Nansen Teatret
- 2009 Breaking the Waves, Odense Teater
- 2010 Richard III på Det Kgl. Teater
- 2011 Den unge Werthers lidelser på Det Kgl. Teater
- 2012 Mågen på Det Kgl. Teater
- 2013 Skakten på Aarhus Teater og CaféTeatret
- 2014 Metamorfoser, Det Kongelige Teater
- 2015 Beton, Aalborg Teater
- 2016 Lad den Rette komme ind, Odense Teater
- 2017 Erasmus Montanus, Aarhus Teater og Sort/Hvid
- 2018 Årets Musical: Lyden af de skuldre vi står på, Aarhus Teater, Årets Børne/Ungddomsforestilling: Fucking Åmål, Hils din mor og Teater Vestvolden
- 2019 Den kroniske uskyld, Det Kongelige Teater

## Modtagere af Årets særpris
Denne pris kaldtes Årets Reumert særpris i 2000 og 2002. I 2012-13 kaldtes den Juryens særpris. Siden 2014 har den heddet Årets særpris.
- 2000 Preben Harris, skuespiller og teaterinstruktør
- 2002 Jacob Schokking, instruktør
- 2012 BLAM! med Neander Teater
- 2013 Manifest 2083, CaféTeatret
- 2014 Boys Don’t Cry, Mungo Park og Eventministeriet, Det Kongelige Teater
- 2015 Ungdom, Republique
- 2016 Hår på den, Teater Grob og Frit Fald

## Modtagere af Årets kvindelige hovedrolle
| År   | Skuespiller          | Forestilling                                                                                      |
| ---- | -------------------- | ------------------------------------------------------------------------------------------------- |
| 1999 | Tammi Øst            | ”Aske til Aske — Støv til Støv” (Husets Teater)                                                   |
| 2000 | Kirsten Olesen       | ”Sælsomt Mellemspil”, (Det Kgl. Teater)                                                           |
| 2001 | Jannie Faurschou     | ”Så enkel er kærligheden” (Rialto Teatret)                                                        |
| 2002 | Trine Dyrholm        | ”4:48 Psykose” (Betty Nansen Teatret/ Edison)                                                     |
| 2003 | Karen-Lise Mynster   | ”Fra regnormenes liv” (Det Danske Teater)                                                         |
| 2004 | Ulla Henningsen      | "Dødsdansen" (Betty Nansen Teatret/Edison)                                                        |
| 2005 | Meike Bahnsen        | "Anna Karenina" (Aalborg Teater)                                                                  |
| 2006 | Maria Rossing        | ”Den Kaukasiske Kridtcirkel” (Det Kgl. Teater)                                                    |
| 2007 | Karen-Lise Mynster   | "Pietà" (Husets Teater) "Håndbog i overlevelse" (Teater Grob)                                     |
| 2008 | Sofie Gråbøl         | ”Et drømmespil” (Betty Nansen Teatret)                                                            |
| 2009 | Tammi Øst            | "Ansigtet mod væggen" (Holland House og Café Teatret) "Stuk" (Det Kgl. Teater)                    |
| 2010 | Signe Egholm Olsen   | "Bygmester Solness" (Det Kgl. Teater)                                                             |
| 2011 | Ina-Miriam Rosenbaum | "Marguerite Viby — en pige med pep" (Off/Off Produktion) "Hitler on the Roof" (Leman & Rosenbaum) |
| 2012 | Kirsten Olesen       | "Gengangere" (Det Kgl. Teater)                                                                    |
| 2013 | Tammi Øst            | "Kirsebærhaven" (Aalborg Teater)                                                                  |
| 2014 | Marianne Høgsbro     | ”Indenfor murene” (Aalborg Teater)                                                                |
| 2015 | Karen-Lise Mynster   | "Det der er" (Husets Teater)                                                                      |
| 2016 | Benedikte Hansen     | "Tørst" (Abelone Koppel)                                                                          |
| 2017 | Marina Bouras        | "Ren" (Husets Teater)                                                                             |
| 2018 | Ina-Miriam Rosenbaum | "JOB – et enkelt menneske" (Off Off/Produktion)                                                   |
| 2019 | Stina Ekblad         | Dantes guddommelige komedie Østerbro Teater                                                       |

## Modtagere af Årets mandlige hovedrolle
| År   | Skuespiller          | Forestilling                                                                                                   |
| ---- | -------------------- | --- |
| 1999 | Henning Jensen       | ”Personkreds 3” (Edison, Betty Nansen Teatret)                                                                 |
| 2000 | Søren Pilmark        | København (Betty Nansen Teatret)                                                                               |
| 2001 | Flemming Enevold     | ”The Phantom of the Opera”                                                                                     |
| 2002 | Nikolaj Lie Kaas     | ”Peer Gynt” |
| 2003 | Jesper Langberg      | "Festen" (Mammutteatret)                                                                                       |
| 2004 | Gyrd Løfqvist        | "Gæsten" (Teatret ved Sorte Hest)                                                                              |
| 2005 | Henning Jensen       | ”Pinocchios Aske” (Det Kgl. Teater)                                                                            |
| 2006 | Jørgen Reenberg      | ”Indenfor murene” (Det Kgl. Teater)                                                                            |
| 2007 | Nicolas Bro          | ”Faust” (Det Kgl. Teater)                                                                                      |
| 2008 | Nicolas Bro          | ”Hamlet” (Det Kgl. Teater)                                                                                     |
| 2009 | Jens Albinus         | "Stuk" (Det Kgl. Teater)                                                                                       |
| 2010 | Søren Sætter-Lassen  | "Richard III" (Det Kgl. Teater)                                                                                |
| 2011 | Mads M. Nielsen      | "Udslet Hornsleth" (Teater V)                                                                                  |
| 2012 | Jens Albinus         | "Jeppe på Bjerget" (Aarhus Teater)                                                                             |
| 2013 | Ole Lemmeke          | "Bang og Betty" (Folketeatret)                                                                                 |
| 2014 | Søren Sætter-Lassen, | ”Faderen” (Det Kgl. Teater)                                                                                    |
| 2015 | Olaf Johannessen     | "Samtale før døden" (Betty Nansen Teatret) "Mefisto" (Betty Nansen Teatret) "Heksejagt" (Det Kongelige Teater) |
| 2016 | Olaf Johannessen     | "Puntila" (Det Kongelige Teater)                                                                               |
| 2017 | Andreas Jebro        | "Erasmus Montanus" (Aarhus Teater)                                                                             |
| 2018 | Elliott Crosset Hove | "Hamlet" (Vendsyssel Teater)                                                                                   |
| 2019 | Søren Sætter-Lassen  | Amadeus Det Kongelige Teater                                                                                   |

## Modtagere af Årets Instruktør
| År   | Instruktør             | Forestilling | Ref.   |
| ---- | ---------------------- | --- | ------ |
| 1999 | Madeleine Røn Juul     | "Personkreds 3", Betty Nansen Teatret/Edison | [ 6 ]  |
| 2000 | Peter Langdal          | "København", Betty Nansen Teatret | [ 7 ]  |
| 2001 | Kasper Holten          | "Hamlet", Aalborg Teater | [ 8 ]  |
| 2002 | Peter Langdal          | "Når Vi Døde Vågner", Betty Nansen Teatret | [ 9 ]  |
| 2003 | Staffan Valdemar Holm  | "Antikrist" og "Kabale og Kærlighed" | [ 10 ] |
| 2004 | Alexa Ther             | "Antigone", Det Kongelige Teater, "På den 2. side", "Plan B" og "Sting", Café Teatret                                                                                             | [ 11 ] |
| 2005 | Peter Langdal          | "Demokrati", Betty Nansen Teatret | [ 12 ] |
| 2006 | Katrine Wiedemann      | "Havfruen" og "Den kaukasiske kridtcirkel", Det Kongelige Teater | [ 13 ] |
| 2007 | Kamilla Wargo Brekling | "Om et øjeblik", Betty Nansen Teatret | [ 14 ] |
| 2008 | Klaus Hoffmeyer        | "12 møder med et vidunderbarn", Odense Teater | [ 15 ] |
| 2009 | Jacob F. Schokking     | "Ansigtet mod væggen", Holland House og Café Teatret og "Mand møder kvinde: teori og praksis", Holland House og Kaleidoskop                                                       | [ 16 ] |
| 2010 | Rune David Grue        | "Pornografi", Aalborg Teater samt "Forbrændt" og "Ulysses von Ithacia", Det Kongelige Teater                                                                                      | [ 17 ] |
| 2011 | Elisa Kragerup         | "Den unge Werthers lidelser" på Det Kongelige Teater og "Hvid Magi" på Betty Nansen Teatrets anneksscene Edison                                                                   | [ 18 ] |
| 2012 | Elisa Kragerup         | "Det gode menneske fra Sezuan" og "Sonetter" på Det Kongelige Teater | [ 19 ] |
| 2013 | Minna Johannesson      | "Anne Linnet Teaterkoncert - Jeg er jo lige her", Aalborg Teater | [ 20 ] |
| 2014 | Madeleine Røn Juul     | "Fruentimmerskolen", Grønnegårds Teatret, "Jeg hedder Bente", Teatret ved Sorte Hest og "Hotel Nelson", Teater Grob                                                               | [ 21 ] |
| 2015 | Kaspar Rostrup,        | "Glasmenageriet", Folketeatret | [ 22 ] |
| 2016 | Rolf Heim              | "Hvem har æren?", Odense Teater og "Arne går under", Bådteatret | [ 23 ] |
| 2017 | Morten Kirkskov        | "Lang dags rejse mod nat", Det Kongelige Teater | [ 24 ] |
| 2018 | Tue Biering            | "Rocky!", Husets Teater, "Silent Zone", CPH Opera Festival, "Aftenlandet", Aalborg Teater, "Misundelse", Republique, "Landet uden drømme", Eventministeriet, Det Kongelige Teater | [ 25 ] |

## Modtagere af Årets Talentpris

### 2012
- Ida Prætorius, danser

### 2016
- Marie Knudsen Fogh, skuespiller, modtager prisen på baggrund af sine optrædener i Richard III og Daemon på Aalborg Teater.[2]
- Tobias Praetorius, danser, for sin optræden i Short Time Together, Den Kongelige Ballet.
- Liv Helm, instruktør, for sin iscenesættelse af Salamimetoden på Aarhus Teater, og Og nu: verden! på Husets Teater.
- Kristoffer Helmuth, skuespiller, for sin optræden i Lad den rette komme ind og Brødrene Løvehjerte på Odense Teater.
- Franciska Zahle, scenograf, for sin scenografi til Melodien der blev væk på Nørrebro Teater.
- Nanna Rossen, sanger, for sin optræden i Hairspray, Tivoli og Thomas Langkjær Entertainment.
- Simon Sears, skuespiller, for sin optræden i Sidst på dagen er vi alle mennesker på Mammutteatret.
- Morten Grove Frandsen, sanger, for sin optræden i Leaves, Sort/Hvid og Copenhagen Opera Festival.

### 2019
- Nicolai Jørgensen, skuespiller, som modtog talentprisen for sin medvirken i Shakespeare in Love på Østerbro Teater.
- Anne Sofie Wanstrup, skuespiller, som modtog Talentprisen for sin medvirken i Leve livet på Bornholms Teater.
- Cecilie Gerberg Nielsen, som modtog Talentprisen for sin medvirken i Tom på BaggaardTeatret og Forårsrullen på Odense Teater.
- Bolette Nørregaard Bang, skuespiller, som modtog Talentprisen for sin medvirken i Persona på Aalborg Teater.
- Anna Malzer, dramatiker og instruktør, som modtog Talentprisen for sit arbejde som kunstnerisk leder på Teater Momentum.
- Emil Blak Olsen, skuespiller, som modtog Talentprisen for sin medvirken i Finn og de fem fajl på Zangenbergs Teater.
- Anders Björklund, nycirkusartist, som modtog Talentprisen for sin medvirken i Kom dans med mig på Det Lille Teater.
- Monica Isa Andersen, Musicalperformer, som modtog Talentprisen for sin medvirken i Den evige ild på Bellevue Teatret.

## Årets Opera
- 2019 Drot og Marsk, Det Kongelige Teater[26]

## Ekstern henvisning
- Årets Reumerts hjemmeside

 Der er for få eller ingen kildehenvisninger i denne artikel, hvilket er et problem. Du kan hjælpe ved at angive troværdige kilder til de påstande, som fremføres i artiklen.